# لجنة البرلمان الأوروبي للبيئة والصحة العامة وسلامة الأغذية
لجنة البيئة والصحة العامة وسلامة الإغذية (بالإنجليزية: Committee on the Environment, Public Health and Food Safety)‏ هي لجنة تابعة للبرلمان الأوروبي. خلال التسعينيات من القرن الماضي، أدت أهميتها المنخفضة نسبيًا إلى الإشارة إليها بشكل غير موات من قبل أعضاء البرلمان الأوروبي باسم "لجنة سندريلا". ومع ذلك، منذ ذلك الحين زادت صلاحيات اللجنة. تم توسيع إجراءات القرار المشترك للتشريع، والتي تمنح سلطات أكبر للبرلمان، لتشمل المزيد من مجالات السياسة. والجدير بالذكر أن المناطق التي تغطيها هذه اللجنة كانت المتلقين الرئيسيين لهذه الصلاحيات الجديدة. الأهمية المتزايدة للقضايا التي تتعامل معها (على سبيل المثال الاحتباس الحراري) تعني أيضًا أنها أصبحت واحدة من أهم اللجان في البرلمان. عادةً ما يحضر الجلسات المفتوحة للجنة كل من جماعات الضغط التجارية وممثلي المنظمات البيئية غير الحكومية التي تشكل منتدى رئيسي داخل البرلمان.